# Vera'a
Le vera’a (autrefois désigné comme vatrata) est une langue parlée par environ 500 personnes dans l’ouest de l’île Vanua Lava, dans les îles Banks, au nord du Vanuatu.
Comme toutes les langues autochtones du Vanuatu, le vera’a appartient au groupe des langues océaniennes, lui-même une branche de la grande famille des langues austronésiennes.

## Phonologie

### Consonnes
Le vera’a a seize consonnes, dont des labiales-vélaires et des occlusives prénasalisées, typiques de la région.
|                                  | Labio-vélaires | Bilabiales | Alvéolaires | Vélaires | Glottale |
| -------------------------------- | -------------- | ---------- | ----------- | -------- | -------- |
| Occlusives sourdes               | /k͡p/ q         |            | /t/ t       | /k/ k    | /ʔ/ ’    |
| Occlusives sonores prénasalisées |                | /ᵐb/ b     | /ⁿd/ d      |          |          |
| Fricatives                       |                | /f/ v      | /s/ s       | /χ/ g    |          |
| Nasales                          | /ŋ͡m/ m̄         | /m/ m      | /n/ n       | /ŋ/ n̄    |          |
| Roulée                           |                |            | /r/ r       |          |          |
| Latérale                         |                |            | /l/ l       |          |          |
| Semi-consonnes                   | /w/ w          |            |             |          |          |

/f/ est prononcé [f] ou [v] en début de syllabe, [v] entre deux voyelles et [f] ou plus souvent [p̚] en fin de syllabe.

### Voyelles
Le vera’a a sept voyelles,.
|             | Antérieures | Centrale | Postérieures |
| ----------- | ----------- | -------- | ------------ |
| Fermées     | /i/ i       |          | /u/ u        |
| Mi-fermées  | /e/ ē       |          | /o/ ō        |
| Mi-ouvertes | /ɛ/ e       |          | /ɔ/ o        |
| Ouverte     |             | /a/ a    |              |

Les voyelles /e/ et /o/ (aussi transcrites /ɪ/ et /ʊ/ par Alexandre François) sont légèrement fermées ([e̝] et [o̝]).
La voyelle finale de certains mots vera’a s'élide lorsque le mot se trouve en position non-finale dans le syntagme : ex. naka ‘pirogue’ → nak susuʊ ‘pirogue sans voile’ (litt. ‘pirogue à pagayer’).

### Syllabes
La structure des syllabes est (C)V(C) : cela implique qu’il ne peut pas y avoir plus de deux consonnes consécutives à l’intérieur d’un mot, et qu’un mot ne peut pas commencer ou finir par plus d’une consonne.
Il existe quelques exceptions, comme le verbe virigē (« courir, se dépêcher ») qui peut être prononcé vrigē [friɣe]; d'autre part, les clitiques =m et =k donnent lieu parfois à des codas complexes rm ou rk. Les consonnes nasales peuvent être syllabiques, comme dans l’article n.

## Grammaire
Le système de pronoms personnels en vera’a marque la clusivité, et distingue quatre nombres grammaticaux (singulier, duel, triel, pluriel).
| Personne | Personne  | Singulier | Duel       | Triel          | Pluriel  |
| -------- | --------- | --------- | ---------- | -------------- | -------- |
| 1re      | exclusive | no        | kamaduō    | kamam’ōl       | kamam    |
| 1re      | inclusive | —         | giduō, duō | gidō’ōl, dō’ōl | gidē, dē |
| 2e       | 2e        | nike      | kumruō     | kimi’ōl        | kimi     |
| 3e       | 3e        | diē       | duruō      | dir’ōl, dōr’ōl | dirē     |